# زندرق
زندرق روستایی است از توابع دهستان خورش رستم شمالی در بخش خورش رستم شهرستان خلخال در استان اردبیل قرار دارد.
این روستا در ۱۵کیلومتری شهر هشتجین استان اردبیل واقع شده‌است. تا سال ۱۳۶۰ این روستا ۵۰نفر جمعیت داشت اما به علت محرومیت همه اهالی به شهرها مهاجرت می‌کنند.
در سرشماری سال ۱۳۶۵ مأموران سرشماری، مشهدی امیدعلی مهپور را به عنوان تنها ساکن روستای زندرق ثبت کردند. او می‌گفت: «من هم به شهر رفته بودم اما نتوانستم در شهر زندگی کنم و الان نزدیک ۳۰سال است که به تنهایی در روستا زندگی می‌کنم و عاشق طبیعت و زادگاه خود هستم.»
او به کار کردن و تولید خیلی علاقه مند بود و سالها به زنبورداری، باغداری و پرورش مرغ مشغول بود و سالانه بیش از ۱۰۰کیلوگرم عسل و صدها کیلوگرم میوه و تخم مرغ، گندم و سایر محصولات خود را به بازار عرضه می‌کرد.او متاسفانه دیگر در قید حیات نیست .

## جمعیت
بر اساس سرشماری سال ۱۳۶۵ تاکنون جمعیت این روستا ۱ نفر با ۱ خانوار بوده‌است.